# Serramoneda
La Serramoneda és una serra situada al municipi de Coll de Nargó a la comarca de l'Alt Urgell, amb una elevació màxima de 872 metres.